# Deporte rural vasco
El deporte rural vasco (en euskera, herri kirolak; en francés, force basque) es el término bajo el que se engloban diferentes modalidades deportivas que se practican por tradición en el medio rural del País Vasco, Navarra y el País Vasco francés.

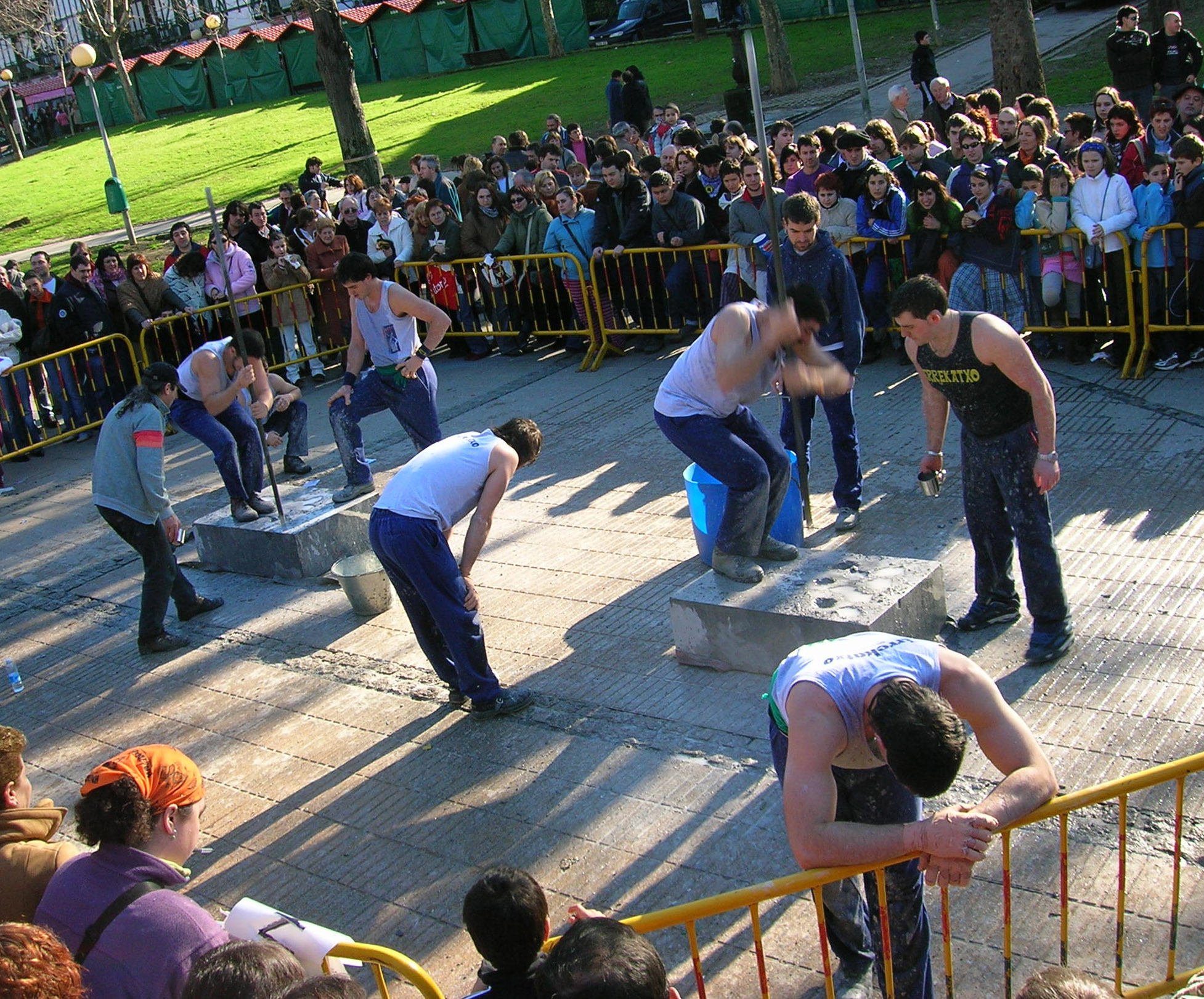
Prueba de barrenadores.

Algunos de estos deportes han surgido y son específicos del País Vasco; aunque otros se practican de una u otra forma también en otras partes del mundo.
Rasgos comunes de estos deportes son la importancia que se concede a las apuestas y desafíos entre participantes y espectadores. También es destacable que en general todos los deportes rurales vascos requieren una gran fuerza física y una gran resistencia.

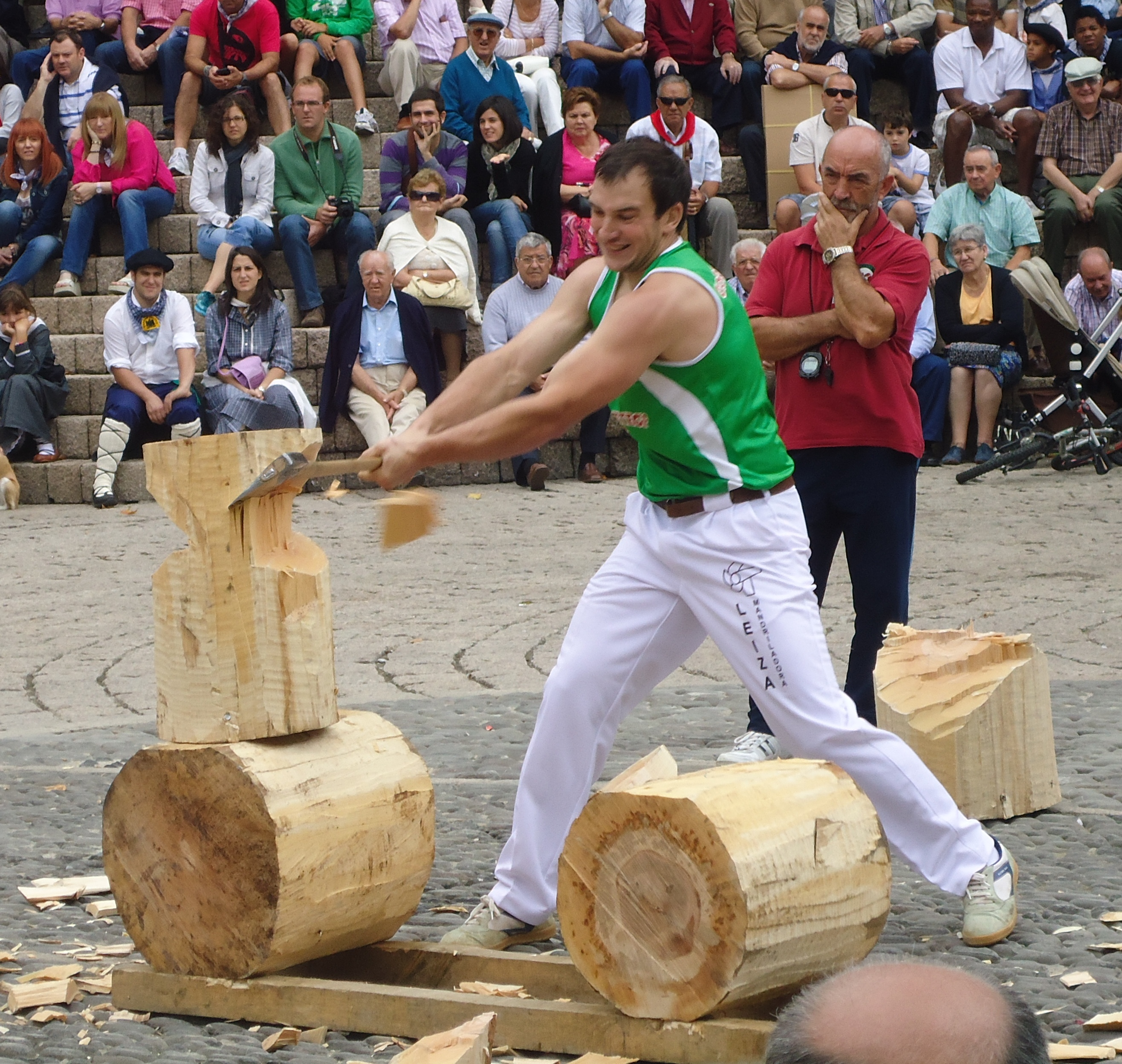
Prueba de aizkolaris en fiestas de La Blanca en Vitoria, 2011.

Todos estos deportes tienen su origen en actividades laborales del medio rural que se han transformado en actividades deportivas a partir de la competencia entre diferentes personas por ver quién tiene mayor destreza en una actividad determinada. Así por ejemplo, a partir de la actividad de cortar troncos para aprovisionarse de leña surge el deporte de los aizcolaris o cortadores de troncos; a partir de la actividad de mover grandes rocas para la construcción surge el levantamiento de piedras, etc.

## Disciplinas

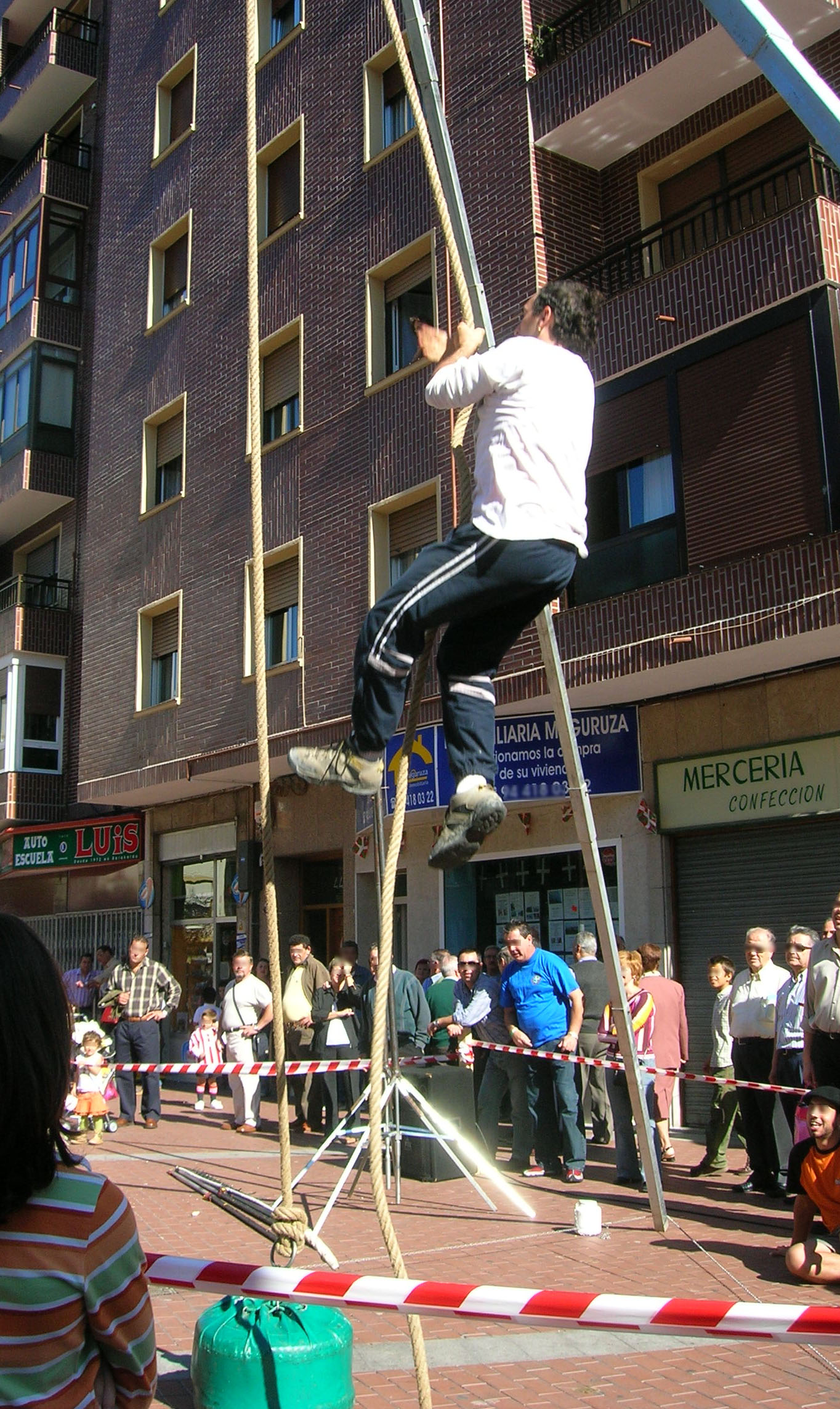
Levantamiento de fardo.

Actualmente existen 18 modalidades deportivas reconocidas oficialmente como deporte rural vasco:
- 1) Aizkora proba o aizkol jokoa: es la variante vasca del deporte de corta de troncos que se practica en muy diversos lugares del mundo. Los deportistas reciben el nombre de aizkolariak (aizcolaris). Este deporte tiene su origen no en la tala de árboles sino en el corte de leña. Consiste en cortar una determinada cantidad de troncos de un determinado diámetro mediante un hacha. Los troncos suelen disponerse en el suelo previamente preparados en posición horizontal, de tal forma que el aizcolari los ataca subido de pie encima de ellos. Suelen competir varios aizcolaris a la vez. En la variante vasca de este deporte se suele utilizar madera de haya y los troncos suelen estar preparados sin corteza. Las pruebas vascas se caracterizan, respecto a las australianas o canadienses por ser pruebas de resistencia, más que de velocidad. Tradicionalmente, los aizcolaris solían ser también korrikalaris, realizándose habitualmente pruebas combinadas de corte de troncos con carreras a pie. Suele disputarse este deporte en frontones, plazas de toros y plazas de pueblos. La principal competición de este deporte es la Urrezko Aizkora («Hacha de Oro»), que se disputa anualmente.
- 2) Sega jokoa (deporte de siega): Se trata de cortar el mayor número de kilos de hierba, utilizando guadañas, en un prado de una superficie determinada, durante un tiempo previamente establecido. Los deportistas reciben el nombre de segalaris. Tampoco este es un deporte exclusivo del País Vasco, ya que se practica también en la región de los Alpes (Suiza, Alemania, Austria, Eslovenia e Italia (Tirol del Sur) y en los Balcanes (Bosnia y Herzegovina).
- 3) Alzamiento de yunque (ingude altxatzea): consiste en levantar el mayor número de veces un yunque de hierro desde una base a una altura determinada.
- Arrastre de piedra (giza-abere probak): estas pruebas se celebran en una plaza especialmente acondicionada que recibe el nombre de probadero (probaleku), donde los participantes han de arrastrar una piedra de gran tamaño durante un periodo de tiempo prefijado, debiendo realizar el mayor número de plazas posible. Las diferentes modalidades se distinguen por como se realiza el arrastre de la piedra, combinando la fuerza de tiro de diferentes tipos de animales con la fuerza humana:
  - 4) Arrastre de piedra por bueyes (idi-dema o idi proba): Las piedras son arrastradas con ayuda de bueyes. Es la modalidad de arrastre más habitual.
  - 5) Arrastre de piedra por burros (asto-proba): las piedras son arrastradas con ayuda de burros.
  - 6) Arrastre de piedra por caballos (zaldi-proba): Las piedras son arrastradas con ayuda de caballos.
  - 7) Arrastre de piedra por hombres (gizon proba): Las piedras se arrastran por cuadrillas de probalaris sin ninguna ayuda de fuerza animal.
- 8) Las competiciones de barrenadores (harri zulatzaileak): consisten en perforar bloques de piedra mediante golpes y rotación con una barra metálica. Provienen también de una labor tradicional, pero con origen en la minería en lugar de en la agricultura. En los huecos así perforados se colocaban los cartuchos de dinamita, que reventaban la roca. Se practica en las antiguas áreas mineras de la Vizcaya occidental.

- 9)  Carreras con sacos, también llamadas Carreras de contrabandistas (Zaku lasterketa): Carreras que se realizan con un saco pesado cargado a la espalda. Emulan la labor de los contrabandistas y tienen origen en la zona fronteriza entre España y Francia.
- 10) Carrera de txingas (txinga eramatea): Consiste en llevar dos pesas, una en cada mano, sin limitación de tiempo, a la mayor distancia posible.
- 11) Carreras de marmitas (ontzi eramatea): variante de la anterior que sustituye las pesas por bidones o marmitas.
- 12) corte de troncos con sierra (trontza): se trata de cortar troncos, de determinadas medidas, en el tiempo más corto posible, utilizando una tronza o sierra. Se trata de un deporte derivado también de la actividad leñadora.
- 13) Lanzamiento de fardo (lasto botatzea): consiste en hacer pasar un fardo de paja por encima de una barra horizontal con la ayuda de una horca.
- 14) Levantamiento de carro (orga joko): Consiste en hacer girar sobre un eje lo más posible una carreta fija sobre el timón. La distancia se calcula sobre la circunferencia. No hay reglas universales, aunque en Donapaleu, por ejemplo, la carreta pesa 350 kilos.

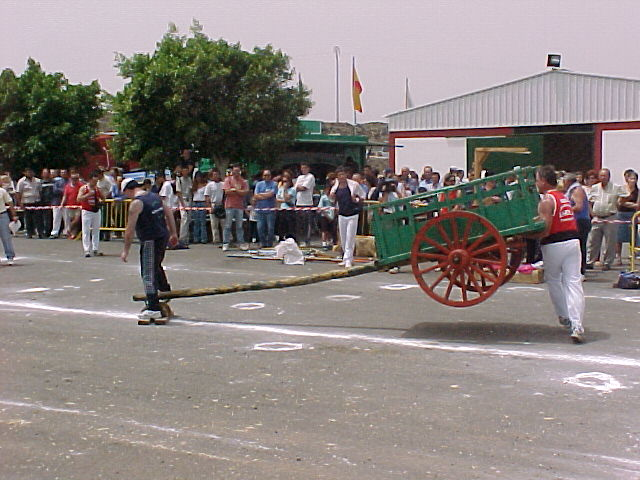
Exhibición de orga joko en una feria de ganado en Fuerteventura.

- 15) Levantamiento de fardo (lasto altxatzea): se trata de levantar el mayor número de veces un fardo a una altura determinada con ayuda de una polea.
- 16) Levantamiento de piedra (harri-jasotzea): es una variante del levantamiento de peso. Una persona utilizando sus propias fuerzas y sin valerse de utensilio o mecanismo alguno, levanta una piedra, lastrada o no, desde el suelo hasta el hombro. Aunque en algunos pueblos se conservan las tradicionales piedras de forma irregular, los principales harri-jasotzaileak actuales utilizan las cuatro formas regulares: esféricas, cilíndricas, cúbicas y paralelepipédicas.
- 17) Recogida de mazorcas (lokotx biltzea): se trata de recoger en una cesta, en el tiempo más corto posible, un determinado número de mazorcas, colocadas en filas a 1,25 metros de distancia.
- 18) Tirar de la cuerda (soka-tira): considerado un deporte rural en el País Vasco, se trata sin embargo de un deporte extendido mundialmente que cuenta con federación y competiciones internacionales. Fue deporte olímpico en los primeros Juegos Olímpicos  de la era moderna.

### Otras modalidades asimilables al deporte rural vasco
Existen otras modalidades deportivas que por una u otra razón suelen considerarse como deporte rural vasco, aunque no estén federadas como tales.
- A imitación de las pruebas de arrastre de piedra por ganado, desde el año 2000, en el Valle de Trápaga, Vizcaya, se celebran competiciones de arrastre de piedra por caracoles. Estas pruebas imitan algunas características del deporte tradicional (la forma y los colores de las piedras), pero les falta la intervención física de los humanos, que es muy importante en las competiciones con bueyes, caballos o asnos.

- El lanzamiento de barra, fue uno de los deportes más extendidos por toda España. En cada zona se practicaba adoptando particularidades de las características u oficios más representativos. En el país vasco adoptó el nombre de lanzamiento de palanca o de barra vasca: hubo una época en la que fue uno de los deportes rurales más extendidos, aunque en la actualidad prácticamente ha desaparecido. En el siglo XVIII se practicaba en todas las provincias vascas. Su práctica fue reduciéndose a lo largo del siglo XIX, aunque perdurando con fuerza en zonas de Guipúzcoa (Oyarzun, Gaztelu, Régil, Azpeitia) hasta desaparecer su práctica habitual en el segundo tercio del siglo XX. La palanca metálica (barra de hierro) era una herramienta de trabajo utilizada en la minería. El deporte era muy simple: consistía en lanzar la barra metálica (palanca) lo más lejos posible. El deportista recibía el nombre de palankari. Existían varias formas de lanzar la palanca. Las apuestas se realizaban normalmente en un prado cerca del pueblo y el peso de las palancas era variable, no estaba reglamentado, aunque obviamente en una apuesta debía ser el mismo para todos los competidores. Las disciplinas atléticas de lanzamiento fueron desplazando a la palanca hasta hacerla desaparecer. Como dato curioso cabe decir que el atleta y aventurero Miguel de la Quadra-Salcedo batió el récord del mundo de lanzamiento de jabalina utilizando una técnica que adaptó Félix Erausquin del lanzamiento de los palankaris (que se realizaba mediante una rotación y no con una carrera de aproximación). Una posterior modificación del reglamento anuló el récord del mundo y prohibió esta técnica en el lanzamiento de jabalina. Félix volvió a modificar la técnica y la IAAF se vio obligada a realizar una nueva modificación del reglamento para ilegalizar la técnica que se llamó española o de Félix Erausquin.

- Modalidades locales de atletismo: Las carreras de korrikalaris sin sacos, en campo abierto o en los probaderos y plazas donde se realiza el deporte rural. Antiguamente solían combinarse pruebas de carreras con pruebas de aizcolaris. En la actualidad los korrikalaris han sido asimilados por el atletismo.

- Modalidades locales de juego de bolos: existen en el País Vasco numerosas variantes del juego de los bolos que se suelen practicar generalmente en el medio rural. A diferencia del Bearn, donde se juega sólo con 3 o 6 bolos, en la modalidad tradicional de Labort se juega con 9 bolos. Se colocan formando un cuadrado sobre una superficie plana, siendo la longitud de un bolo la distancia que se deja entre cada dos bolos. El del centro lleva una señal especial. Los jugadores lanzan una bola de madera de entre 3 y 4 kilos desde un punto a 15 metros del bolo central. En Álava existen 9 variantes del juego de bolos.

- Regatas de traineras (remo): Comparten con el deporte rural su origen en actividades laborales tradicionales, en este caso la pesca. Es tradicional del País Vasco una embarcación de remo de banco fijo conocida como trainera. Las competiciones de traineras son muy populares, no solo en el País Vasco, sino en toda la costa norte de España.

- Peleas de carneros.

- Competiciones de perros pastores.

- Pelota vasca: debido a su origen vasco y a su fuerte implantación en el medio rural vasco, algunos lo consideran un deporte rural, aunque estrictamente no lo es. Se diferencia de estos, porque no tiene su origen en una actividad laboral. Siempre ha sido una actividad lúdica y un juego. Cuenta con federación internacional y ha sido deporte de exhibición en varias olimpiadas.

- Juegos de gansos, en chalupa o a caballo.

Así mismo, hay actividades lúdicas tradicionales para adultos que requieren un gran ejercicio físico, pero en las que no hay competición organizada, como los encierros y sokamuturras con toros y vaquillas.

## Filmografía
- Documental TVE (19/11/2015), «Conexión Vintage - Ocho deportes vascos» en rtve.es[2]